# Lèmur mostela dels Hawk
El lèmur mostela dels Hawk (Lepilemur tymerlachsoni) és una espècie de lèmur mostela. Com tots els lèmurs, és endèmic de Madagascar. És un lèmur mostela mitjanament gran, amb una llargada total de 50-68 cm, dels quals 22-27 cm pertanyen a la cua.
Originalment se l'anomenà L. tymerlachsoni, però més endavant es descobrí que el nom s'havia format incorrectament, i fou rectificat a L. tymerlachsonorum el 2009. The name honors the Howard and Rhonda Hawk family.